# Pandroseion
Il Pandroseion (Πανδρόσειον) o santuario di Pandroso era un santuario dell'Acropoli di Atene dedicato a Pandroso, una delle figlie di Cecrope, il mitico primo re dell'Attica. Occupava lo spazio adiacente all'Eretteo e all'antico tempio di Atena Poliàs.

## Descrizione
Il santuario era un cortile murato trapezoidale contenente l'altare di  Zeus Herkeios (protettore del focolare, del cortile) sotto l'olivo sacro piantato da Atena. A ovest vi era una stoà di ingresso dai Propilei. Nell'angolo nord-est vi era un elaborato ingresso per il portico nord e per l'intero complesso dell'Eretteo. Lo stile delle colonne era di ordine ionico.
A est vi era inoltre una piccola apertura attraverso la quale si poteva vedere la Talassa di Poseidone. Il sud-est dava accesso a ciò che alcuni ritenevano la tomba di Cecrope.
Il santuario conteneva anche l'olivo sacro che era stato presentato da Atena alla città, dopo la sua vittoria su Poseidone nella contesa per la terra dell'Attica.
Il precedente edificio venne distrutto nel 480 a.C. dai persiani e di esso non si conosce la forma.

Esiste tuttora un albero di olivo presso il monumento piantato agli inizi del XX secolo.

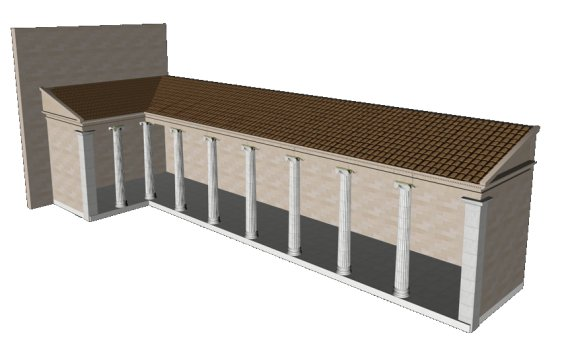
Ricostruzione al computer del Pandroseion per come sarebbe apparso intorno al 421 a.C.
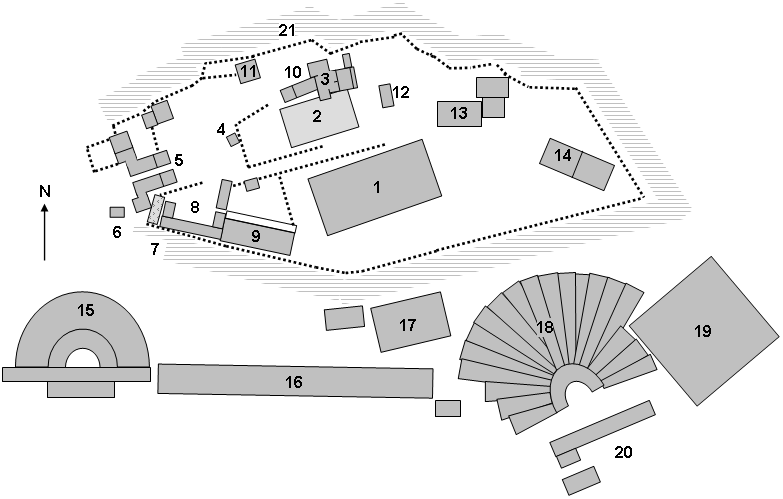
Planimetria dell'Acropoli di Atene: il Pandroseion è al numero 10 (in alto).

## Fonti
- (EN)  Pandroseion, Acropolis in Planetware.com